# Liste der Kulturdenkmale in Lontzen
In der Liste der Kulturdenkmale in Lontzen sind alle geschützten Objekte der belgischen Gemeinde Lontzen aufgelistet.

## Liste
| Bild           | Bezeichnung                                               | Lage                                                | Datierung                      | Beschreibung | ID    |
| -------------- | --------------------------------------------------------- | --------------------------------------------------- | ------------------------------ | --- | ----- |
| Weitere Bilder | Belgisch-Preußische Grenzsteine (187)                     | Lontzen                                             | 19. Jahrhundert                | | 31215 |
| Weitere Bilder | Haus Kirchstraße 28                                       | Herbesthal, Kirchstraße 28 (Karte)                  | nach 1750                      | | 31430 |
| Weitere Bilder | Kirche St. Hubertus und Grabsteine                        | Lontzen, Schlossstraße (Karte)                      | 1768–1770                      | | 31435 |
| Weitere Bilder | Kirche St. Stephanus und Grabkreuze                       | Walhorn, Dorfstraße (Karte)                         | 1500–1900                      | | 31350 |
| Weitere Bilder | Pfarrhaus                                                 | Walhorn, Dorfstraße (Karte)                         | 1751                           | | 31445 |
| Weitere Bilder | Altar der Kapelle St. Anna                                | Busch, Kapellenstraße (Karte)                       | 15. Jahrhundert                | | 31446 |
| Weitere Bilder | Haus Dorfstraße 44                                        | Walhorn, Dorfstraße 44 (Karte)                      | 2. Hälfte des 18. Jahrhunderts | | 31351 |
| Weitere Bilder | Kapelle St. Johannes der Täufer                           | Astenet, Nierstraße (Karte)                         | 1724                           | | 31352 |
| Weitere Bilder | Hof Weiß Haus                                             | Lontzen, Lütticher Straße 2 / Neutralstraße (Karte) | 1792                           | | 31347 |
| Weitere Bilder | Schloss Thor und die Gesamtheit der vierflügeligen Anlage | Astenet, Nierstraße 5 (Karte)                       |                                | Johann Joseph Couven errichtete für die Walhorner Familie Heyendal den Toreingang, was dem ganzen Anwesen daraufhin den Namen „Haus Thor“ bzw. „Château Thor“ verlieh. Schlussstein des Bogens zeigt zur Straßenseite hin das Wappen der Heyendals und die Jahreszahl 1733. | 31353 |
| Weitere Bilder | Hof Waldstraße 11                                         | Busch, Waldstraße 11 (Karte)                        | 1655                           | | 31348 |
| Weitere Bilder | Hof Mützhof                                               | Astenet, Hochstraße 22 (Karte)                      | 1804                           | | 31431 |
| Weitere Bilder | Gebäulichkeiten und Park des Schlosses Lontzen            | Lontzen, Schlossstraße 50-52 (Karte)                | 17. Jahrhundert                | | 31433 |
| Weitere Bilder | Backofen Gut Windsweg 21                                  | Lontzen, Windsweg 21 (Karte)                        | Mitte des 18. Jahrhunderts     | | 31349 |
| Weitere Bilder | Scheune Neuschmiede                                       | Astenet, Nierstraße 11 (Karte)                      | 1685                           | | 31355 |
| Weitere Bilder | Hof Himmelsplatz und die Gesamtheit der Anlage            | Astenet, Hochstraße 87 (Karte)                      | 1765                           | | 31356 |
| Weitere Bilder | Galmeitrift, auch Pelempelter Büschgen genannt            | Rabotrath (Karte)                                   |                                | | 31048 |
| Weitere Bilder | Heesgasse                                                 | Lontzen, Heesgasse (Karte)                          |                                | | 31432 |
| Weitere Bilder | Kapelle Katharina von Siena                               | Astenet, Hochstraße (Karte)                         | 1968/1985                      | Kapellenbau zu Ehren der Heiligen Katharina von Siena mit Beteiligung der Künstler André Blank und Maria Hasemeier-Eulenbruch. Zwischen 1979 und 1985 Erweiterung des Kapellenareals mit dem Bau eines „Hauses der Begegnung“ mit Vorplatz und Brunnen.                     | 40799 |